# Liropus minusculus
Liropus minusculus ist eine Art der Flohkrebse, die 2013 beschrieben wurde. Sie wurde in einer Riff-Höhle vor der südkalifornischen Insel Santa Catalina entdeckt. Es ist die einzige bekannte Art von Liropus, die im nordöstlichen Pazifik bekannt ist.

## Aussehen
Wie alle Mitglieder der Familie Caprellidae hat auch Liropus minusculus einen schlanken, durchscheinenden Körper, der wie ein Skelett aussieht. Mit dieser Gestalt und den langen Gliedmaßen tarnt sich die Art hervorragend in ihrer Umgebung und ähnelt Seegras oder anderen Pflanzen.
Die Art ist nur 3,3 Millimeter lang und damit die kleinste der neun Arten von Liropus. Männchen haben klauenähnliche Beine, die sie nutzen, um das Weibchen bei der Paarung festzuhalten. Bei den Weibchen sind diese Beine kleiner. L. minusculus unterscheidet sich von den anderen Mitgliedern von Liropus hauptsächlich durch die Form seines Torsos und die der Hinterbeine.

## Lebensweise
Liropus minusculus lauert eng an Steine oder Pflanzen geklammert bis Beute auftaucht.

## Lebensraum
Die Art lebt in einer Höhle, etwa 30 m unter der Meeresoberfläche. Die Höhle befindet sich im Isthmus-Riff vor der Küste der kalifornischen Insel Santa Catalina.

## Entdeckung
Im Mai 2014 listete das Internationale Institut für Artenforschung L. minusculus als eine der „Top 10 New Species“, die 2013 entdeckt worden waren.
Die Forscher José Manuel Guerra-García und sein Kollege Ed Hendrycks untersuchten die Tiere in der Sammlung des Kanadischen Naturkundemuseums in Ottawa und fanden heraus, dass es sich um eine bisher unbekannte Spezies handelte.  Sie beschrieben die Art formal als neue Spezies in der „Zootaxa“ vom 8. Oktober 2013. Der Name minusculus wurde gewählt, weil die Art besonders klein ist.